# Guido da Landriano
Guido da Landriano, ou Landriani (prononcé : [ˈɡwiːdo dа (l)lanˈdrjaːno, -driˈaːno]), est un condottiere et homme politique italien. Il occupe le poste de consul de la ville de Milan et est le chef militaire des troupes de la Ligue lombarde lors de la bataille de Legnano (29 mai 1176). Alberto da Giussano, qui selon la tradition, commandait la Ligue lombarde, est en réalité une figure légendaire.

## Biographie

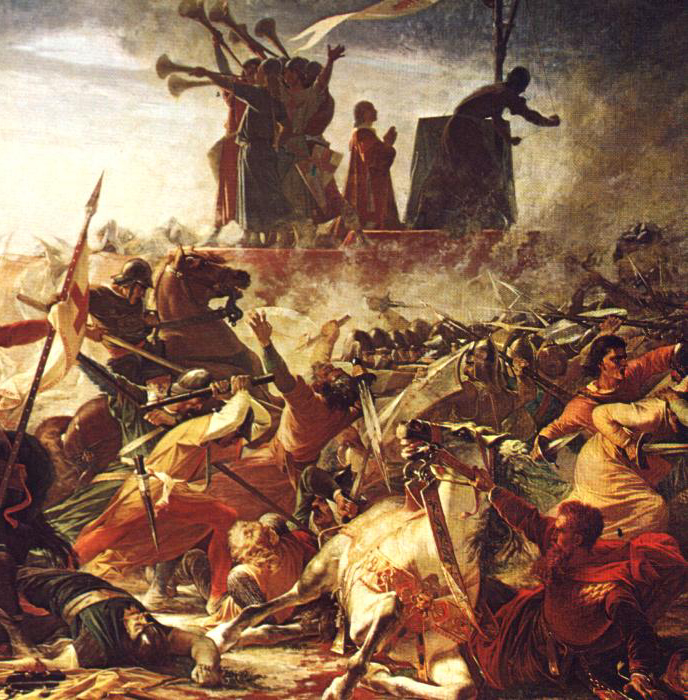
La défense de Carroccio durant la bataille de Legnano (1176), par Amos Cassioli (1832–1891)

Il appartient à la noble famille milanaise des "Landriani" (ou "da Landriano"). Le premier document historique mentionnant Guido da Landriano est daté du 15 juillet 1159 et fait référence à son incarcération lors de la deuxième descente en Italie de Frédéric Barberousse, alors qu'il occupait le poste de consul de Milan. Après la bataille de Siziano, Guido da Landriano fut emprisonné à Pavie, une ville alliée de l'empereur germanique.
Une deuxième mention du consul milanaise se trouve dans un document daté du 31 décembre 1167 : dans cet acte, le nom de Guido da Landriano apparaît parmi ceux des membres du conseil milanais ayant signé le traité d'alliance conclu le 22 mai entre les villes de Milan, Lodi, Crémone, Brescia et Bergame. Un document daté de janvier 1176 rapporte quant à lui que la charge de recteur de la Ligue lombarde était occupée par Guido da Landriano.
Avant la bataille de Legnano, il fut décidé de confier le commandement militaire des armées municipales à Guido da Landriano : ce dernier était, en plus d'être un fin politicien, également un chevalier expert.
En 1179, il devint podestat de Ferrare. Dans le document lié aux négociations de Plaisance (1183), annonçant la paix de Constance (25 juin 1183), le nom de Guido da Landriano apparaît en tête, parmi ceux des représentants municipaux. Pour la paix de Constance, les ambassades des villes italiennes furent dirigées par le consul et par Guido da Landriano.
Une fois le différend avec Barberousse résolu, Guido da Landriano se retira de la sphère militaire, poursuivant sa carrière politique, qui prit fin en 1190 avec sa nomination en tant que podestat d'Asti.